# كلود ويليامسون
كلود ويليامسون (بالإنجليزية: Claude Williamson)‏ هو عازف جاز وعازف بيانو أمريكي، ولد في 18 نوفمبر 1926 في براتلبورو في الولايات المتحدة، وتوفي في 16 يوليو 2016.

## وصلات خارجية
- كلود ويليامسون على موقع IMDb (الإنجليزية)
- كلود ويليامسون على موقع ميوزك برينز (الإنجليزية)
- كلود ويليامسون على موقع أول ميوزيك (الإنجليزية)
- كلود ويليامسون على موقع ديسكوغز (الإنجليزية)